# Lashkar Gah
Lashkar Gah (persiska: لشکرگاه; pashto: لښکرګاه) är en stad i södra Afghanistan och huvudstad i Helmandprovinsen. Staden är administrativt centrum även för distriktet Lashkar Gah.
Strax söder om Lashkar Gah låg den historiska staden Bost.